# Akselrøn
Akselrøn (Sorbus aria), også skrevet Aksel-Røn, er et op til 15 meter højt træ, der er almindeligt plantet i Danmark. Det ligner klipperøn, men er højere og har bredt elliptiske blade med 10-14 par sidestrenge (ikke kun 7-9 par). Bladene er grågrønne med sølvhvide undersider, blomsterne er hvide og frugterne er røde. Træet vinder efterhånden indpas som bytræ.

## Kendetegn
Akselrøn er et lille, løvfældende træ med en bred og kegleformet krone. Stammen er ret og gennemgående til toppen. Hovedgrenene er få og grove. Barken er først olivenbrun og filthåret (med grøn underside). Senere bliver den glat og brun, og til sidst er den grå og furet. Knopperne sidder spredt, og de er kegleformede og brune eller grønne med brune skælrande. På skælranden er der hvide hår.
Bladene er ægformede med savtakket rand. Oversiden er mørkegrøn, og undersiden er hvidfiltet. Høstfarven er gul, og bladene bliver siddende længe. Blomsterne springer ud i maj eller juni. De er hvide med en ubehagelig lugt, og de sidder samlet i halvskærme. Frugterne er røde og har en melet smag. Frøene modner godt og spirer villigt.
Rodnettet består af nogle dybtgående og tæt forgrenede hovedrødder, der bærer et højtliggende netværk af filtede finrødder (hjerterod). Akselrøn skaber jordtræthed.
Akselrøn når en højde på ca. 10 m og en kronebredde på ca. 6 m. Den årlige tilvækst er i gennemsnit henholdsvis 30 og 25 cm.

## Udbredelse
Akselrøn er naturligt forekommende i Makaronesien, Nordafrika, Kaukasus og det meste af Europa. I Danmark formodes arten kun at eksistere som plantet. Arten hører hjemme på veldrænet, tør og kalkrig bund, hvor den danner underskov og bryn i ege-avnbøge blandingsskove. Alle steder er den en ledsager til forskellige egearter, hvor den indgår i plantesamfundet Sorbo torminalis-Quercetum petraeae.
På de sydvendte skråninger af bjergkammen i området Ledové sluje mellem byerne Vranov nad Dyjí (Tjekkiet) og Hardegg (Østrig) findes varmeelskende egeskove af typen Sorbo torminalis-Quercetum petraeae. Her vokser arten sammen med bl.a. aksrapunsel, avnbøg, alm. berberis, fjergræs, liguster, svalerod, blodrød storkenæb, fåresvingel, grenet edderkopurt, hunderose, hvid diktam, håret flitteraks, kirsebærkornel, klæbrig salvie, kranslilje, lundrapgræs, rank potentil, småbladet lind, Trifolium alpestre (en art af Kløver), vintereg, weichsel, ædelkortlæbe og ægte alpeviol

## Sorter
- 'Lutescens' med langsom vækst, kegleformet krone og blade, der er hvidlige-gulgrønne i udspring.
- 'Magnifica' med langsom vækst, kegleformet krone og blade, der bliver gule før løvfald.

## Anvendelse
Akselrøn bliver brugt som parktræ, og især de nævnte sorter er meget populære. I de senere år har træet vundet indpas som egentligt bytræ, da det viser sig at tåle bymiljøet godt.
| Portal | Portal:Botanik |

## Note
1. ↑  Signe Frederiksen m.fl. (udg.): Dansk Flora, 2006, ISBN 978-8702030327, side 415
2. ↑  Milan Chytrý, Vít Grulich og Vladimír Antonín: Podyjí National Park (tysk)-sproget gennemgang af plantesamfundene til brug for besøgende botanikere.